# Велика Ператовиця
45°45′ пн. ш. 17°15′ сх. д. / 45.75° пн. ш. 17.25° сх. д.
Велика Ператовиця (хорв. Velika Peratovica) — населений пункт у Хорватії, у Б'єловарсько-Білогорській жупанії у складі міста Грубишно-Полє.

## Населення
Населення за даними перепису 2011 року становило 26 осіб.
Динаміка чисельності населення поселення: